# Pequeñas miserias de la vida conyugal
Pequeñas miserias de la vida conyugal (Petites miséres de la vie conjugale), de Honoré de Balzac. Fue escrita en 1830 y reelaborada hasta su publicación en 1846.  Con Fisiología del matrimonio (1829) (Physiologie du Mariage) y Tratado sobre los excitantes modernos (Traité des excitants modernes, de 1839), forma parte de los Estudios Analíticos, de la Comedia Humana. La obra es un estudio  de corte filosófico y moral, con partes satíricas, sobre el matrimonio. Fue publicada en forma de relatos en la revista La Caricature, ilustrados de modo satírico por los dibujantes de la publicación.

## Sinopsis
Carolina es muy rica y Adolfo carece de fortuna. Los padres de Carolina firman un contrato absolutamente legal con Adolfo y le aseguran su porvenir económico. Carolina no se compromete a darle su amor, ya que no lo siente por él. 
En los primeros tiempos, Adolfo se siente bien porque goza de una buena posición y disfruta los placeres del cuerpo con su esposa. Cuando el entusiasmo inicial cede, Adolfo ve a Carolina como una mujer vulgar, sin inteligencia e incapaz del menor cariño hacia él. Ella sabe usar su papel de víctima, se adueña de la administración de la fortuna y pone a Adolfo bajo los caprichos de su voluntad. Cansado de la soledad interior que siente, busca una amante, en la que espera encontrar el afecto que no tiene en su hogar. Carolina se entera y se venga de él.